# Kōnstantinos Christofidelīs
Kōnstantinos Christofidelīs (in greco Κωνσταντίνος Χριστοφιδέλης?; Atene, 26 giugno 1977) è un allenatore di pallavolo ed ex pallavolista greco di ruolo schiacciatore, assistente tecnico della nazionale greca e tecnico del Kīfisia.

## Carriera

### Giocatore

#### Club
La carriera di Kōnstantinos Christofidelīs inizia nel Kavala, col quale partecipa alla B Ethnikī, terza divisione del campionato greco. Appena diciottenne, nella stagione 1995-96 firma il suo primo contratto professionistico con l'Olympiakos, debuttando quindi in A1 Ethnikī: resta legato al club de Il Pireo per ben quattordici annate, aggiudicandosi sei scudetti, cinque edizione della Coppa di Grecia, venendo inoltre premiato come MVP nell'ultima edizione vinta, la Supercoppa greca 2000, la Coppa delle Coppe 1995-96 e la Top Teams Cup 2004-05.
Nella stagione 2009-10 firma un biennale col Panathīnaïkos, aggiudicandosi la Coppa di Grecia 2009-10, tuttavia nella stagione seguente non scende mai in campo a causa di una squalifica per doping inflittagli per  essere risultato positivo alla gonadotropina corionica nel corso di un esame antidoping durante il campionato; dopo sei anni di battaglie giudiziarie verrà tuttavia assolto dalle accuse.
Nel campionato 2011-12 firma con l'Īraklīs Salonicco, vincendo sia lo scudetto che la Coppa di Grecia, prima di tornare nel campionato seguente all'Olympiakos, dove rimane per un triennio e conquista altri due scudetti, premiato come miglior giocatore dopo la vittoria del titolo del 2013-14, due Coppe di Grecia e altrettante Coppe di Lega. 
Nella stagione 2015-16 firma per due annate col Kīfisia, facendo ritorno all'Olympiakos nel campionato 2017-18 e vincendo ancora due scudetti e due Coppe di Lega; al termine della stagione 2018-19 si ritira dall'attività agonistica.

#### Nazionale
Nel giro della nazionale greca dal 1997, partecipa ai Giochi della XXVIII Olimpiade di Atene; nel 2013, dopo 144 presenze, chiude il suo percorso con la selezione ellenica.

### Allenatore
Appese le ginocchiere al chiodo, viene nominato allenatore della formazione cipriota dell'Anorthōsīs, impegnato in A' katīgoria; dopo un triennio al club di Limassol, fa ritorno in patria: nel maggio 2022 viene affiancato dalla EOPE a Dante Boninfante e Samuele Papi nello staff tecnico della nazionale greca, mentre per la stagione 2022-23 viene nominato allenatore del Kīfisia, impegnato in Volley League.

## Palmarès

### Giocatore

#### Club
- Campionato greco: 11

1997-98, 1998-99, 1999-00, 2000-01, 2002-03, 2008-09, 2011-12, 2012-13, 2013-14, 2017-18,
2018-19
- Coppa di Grecia: 9

1996-97, 1997-98, 1998-99, 2000-01, 2008-09, 2009-10, 2011-12, 2012-13, 2013-14
- Coppa di Lega: 4

2012-13, 2014-15, 2017-18, 2018-19
- Supercoppa greca: 1

2000
- Coppa delle Coppe/Top Teams Cup: 2

1995-96, 2004-05

#### Premi individuali
- 2005 - Top Teams Cup: Miglior muro
- 2005 - Top Teams Cup: Miglior ricevitore
- 2009 - Coppa di Grecia: MVP
- 2014 - Volley League: MVP